# Zeb, Zeke and the Widow
Zeb, Zeke and the Widow è un cortometraggio muto del 1910 prodotto dalla Lubin. Il nome del regista non viene riportato nei credit del film di cui non si conoscono altri dati certi.

## Produzione
Il film fu prodotto dalla Lubin Manufacturing Company.

## Distribuzione
Distribuito dalla General Film Company, il film - un cortometraggio in una bobina - uscì nelle sale statunitensi il 19 settembre 1910.